# Tatra 805

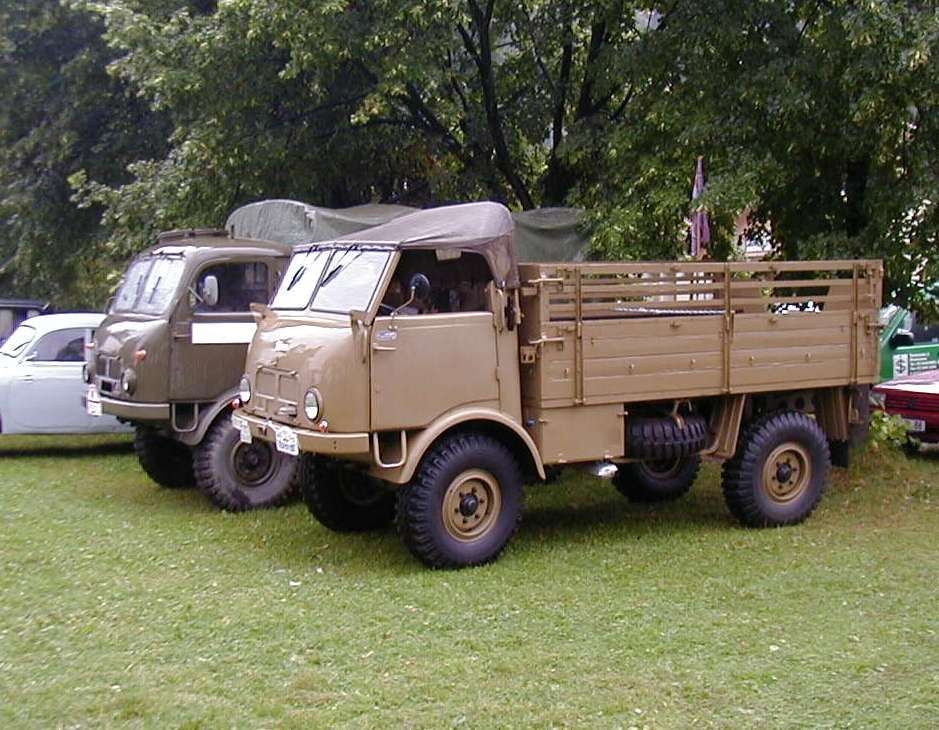
Tatra 805 — військовий варіант для десантників

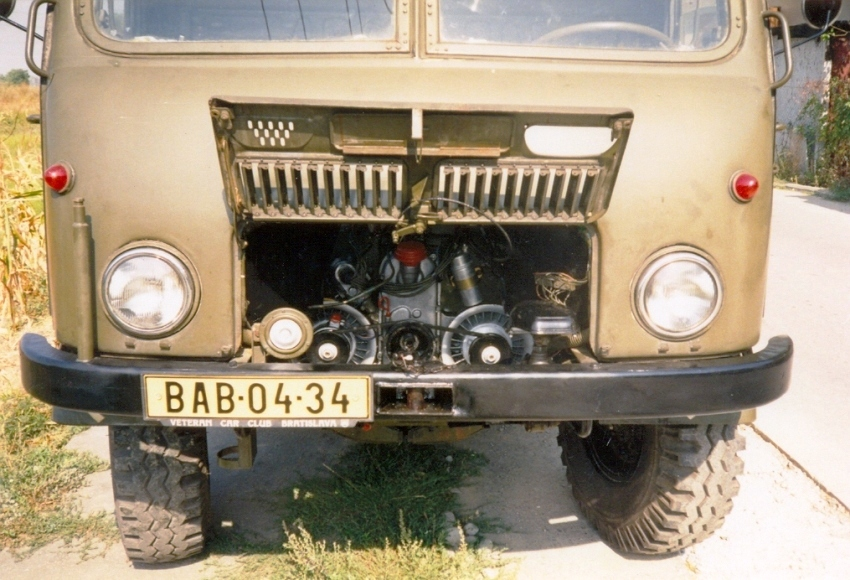
Мотор T603A

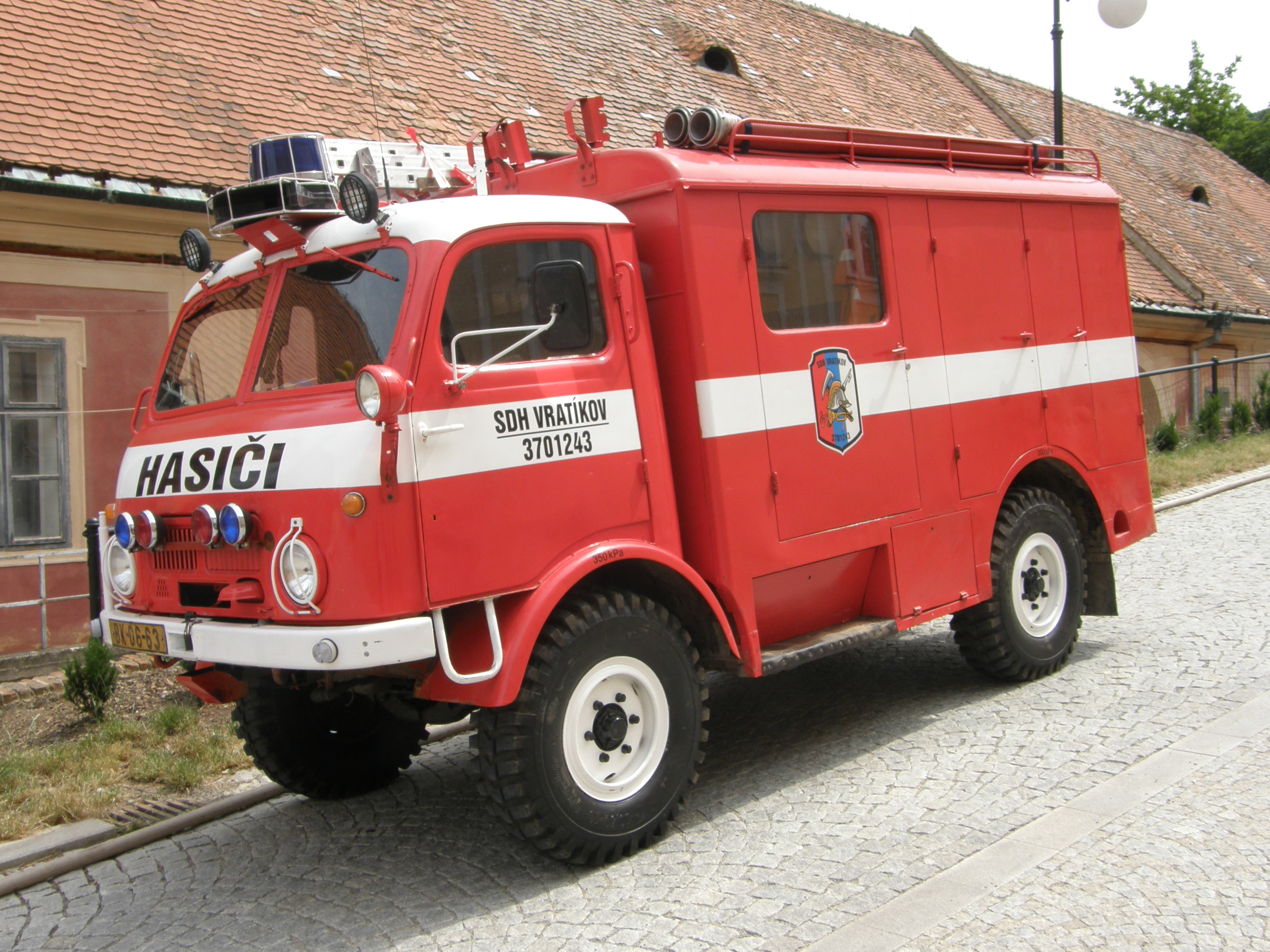
Tatra 805 добровільних пожежних дружин

Tatra 805 (сленгові назви «качка», «свисток» або «плакса» за характерний звук двигуна під час їзди) являє собою легкий вантажний автомобіль, який виготовлявся на заводі Tatra з 1953 по 1960 роки. Він був спеціально розроблений для потреб армії. 

## Використання

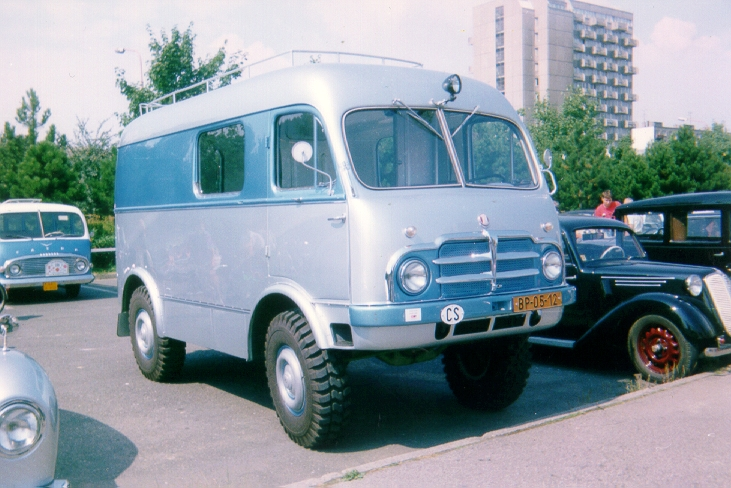
Автомобіль T805, на якому мандрували Зікмунд і Ганзелка

Tatra 805 часто використовувався Чехословацькій армії в багатьох своїх модифікаціях. Зі спеціальних версій можна відзначити, наприклад, цистерни, або легковий автомобіль для десантників.
У цивільному житті Т 805 також використовується в для перевезення вантажів та вугілля. Але таке використання позашляхового вантажного транспорту є досить марнотратним. Автомобілі, списані з армії, часто використовуються добровільними пожежними підрозділами.

Мабуть, найвідоміші приклади Татри 805 — це сріблясто-червоний і сріблясто-синій автомобілі, якими користувались в своїх подорожах мандрівники Ганзелка та Зікмунд. Перший з них зараз знаходиться в музеї Tatra в Копршивнице. Другий − реконструйований з уламків, знаходиться в приватній колекції Карла Лопрайса. 
На автомобілі Татра-805 мандрівники проїхали з експедицією (1989-2011 роки) по Африці, Азії, Австралії та ПІвденній Америці. Вони загалом подолали шлях довжиною більш ніж 60 тис. км.

## Сучасність
В даний час різні варіації автомобілю Tatra 805 часто з'являються на зустрічах власників військової техніки і власників автомобілів Tatra.

## Зовнішні ресурси
- Tatra a. s. , oficiální stránka [Архівовано 16 листопада 2015 у Wayback Machine.]
- Tatra Auto Klub Slovakia
- www.tatraportal.com [Архівовано 13 вересня 2021 у Wayback Machine.]
- Tatra 805 Historic Team [Архівовано 15 серпня 2013 у Wayback Machine.]